# Homorthodes uniformis
Homorthodes uniformis är en fjärilsart som beskrevs av Smith 1887. Homorthodes uniformis ingår i släktet Homorthodes och familjen nattflyn. Inga underarter finns listade i Catalogue of Life.